# Halone sejuncta
Halone sejuncta är en fjärilsart som beskrevs av Felder 1875. Halone sejuncta ingår i släktet Halone och familjen björnspinnare. Inga underarter finns listade i Catalogue of Life.

## Bildgalleri

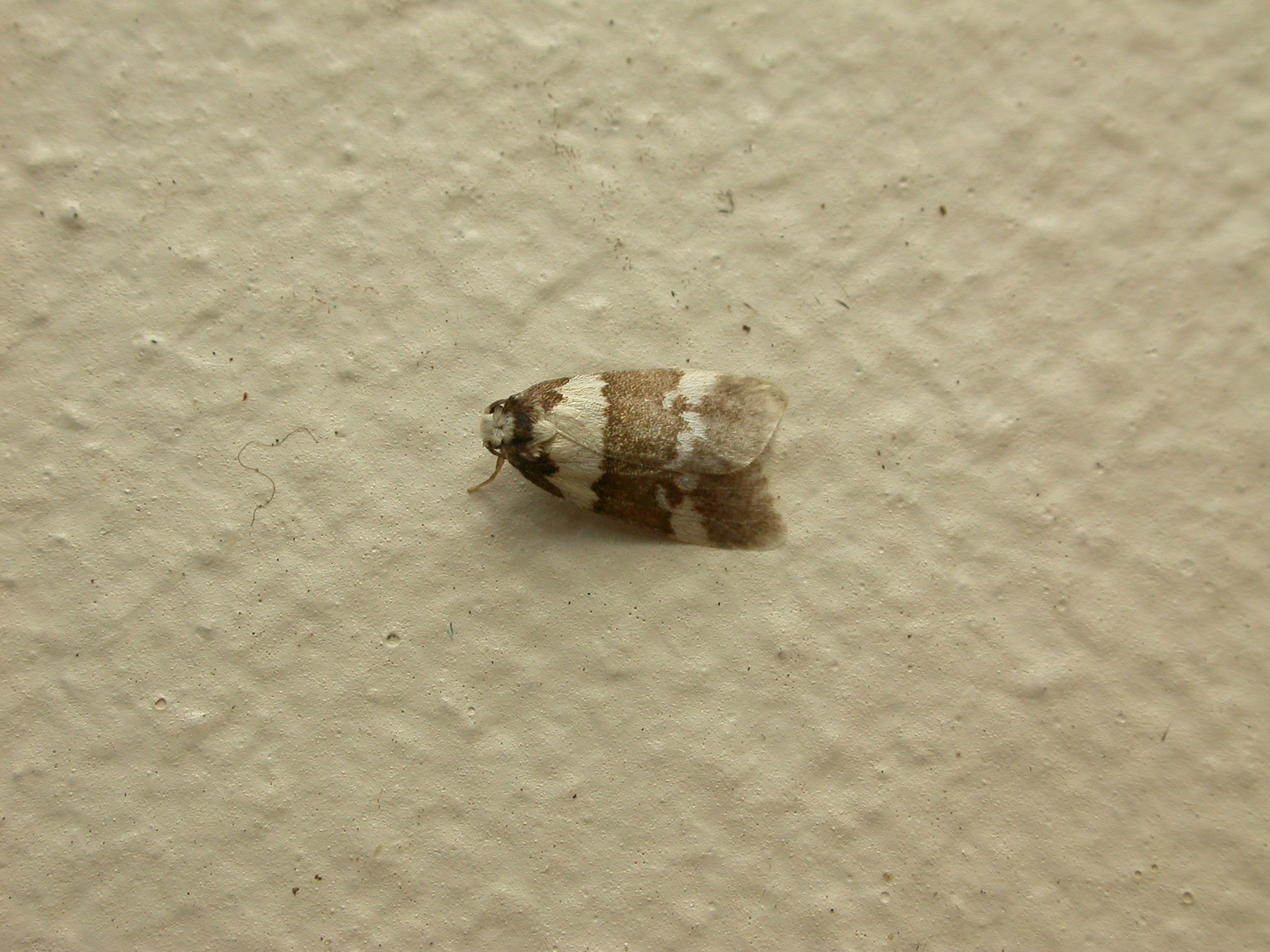
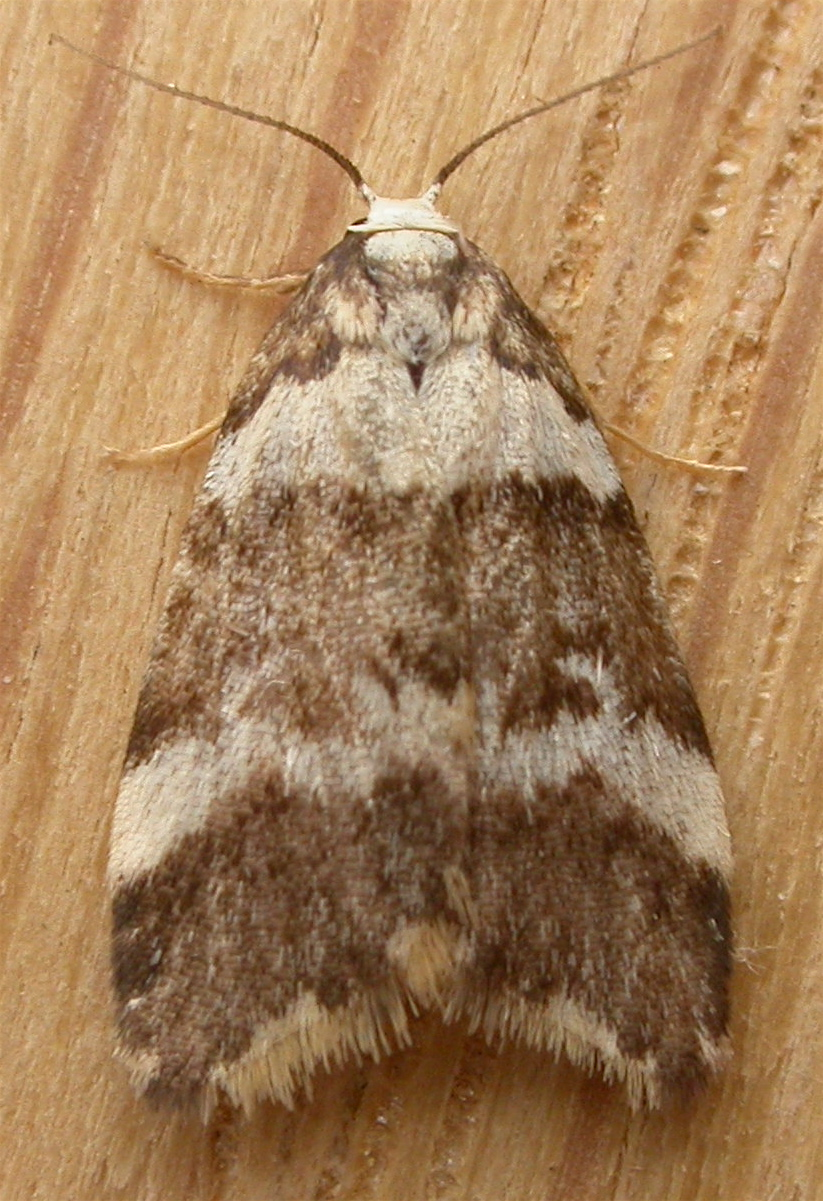